# Élections législatives biélorusses de 2000
Des élections législatives eurent lieu en Biélorussie le 15 octobre 2000. Il s'agissait d'élire les députés de la Chambre des représentants. La grande majorité des candidats retenus, 94 110, étaient des indépendants. Le taux de participation a été signalé à 61,08 %.
Un total de 566 candidats ont contesté l'élection, dont seulement une cinquantaine étaient des opposants au président Alexandre Loukachenko. Les partis d'opposition ont appelé au boycott, critiquant le contrôle du gouvernement sur les médias d'État. En réponse, le ministère de la Justice a déclaré que toute personne appelant à un boycott pourrait recevoir une peine d'emprisonnement maximale de deux ans, et plusieurs militants ont été arrêtés. Bien que la délégation russe a fait valoir que les élections aient été libres et équitables, d'autres observateurs internationaux ont souligné que les bulletins de vote étaient falsifiés.

## Résultats
Le Parti des communistes de Biélorussie obtient 6 nouveaux sièges tandis que le Parti agrarien de Biélorussie obtient 5 nouveaux sièges au sein du Parlement.